# Rahimabad (Abarkuh)
Rahimabad (em persa: رحيم اباد, também romanizada como Raḩīmābād) é uma aldeia do distrito rural de Faragheh, no condado de Abarkuh, na província de Yazd, Irã.
Segundo o censo de 2006, sua população era de 205 habitantes, em 57 famílias.